# Crabtree (West Sussex)
Crabtree – osada w Anglii, w hrabstwie West Sussex, w dystrykcie Horsham. Leży 42 km na północny wschód od miasta Chichester i 56 km na południe od Londynu.